# 陶世鳳
陶世鳳（？—？），江蘇省常州府金匱縣人，清朝政治人物、同進士出身。
光緒十六年（1890年），曾隨出使大臣薛福成至英國駐倫敦三年。
光緒二十年（1894年），参加光緒甲午科殿試，登進士三甲140名。同年五月，以主事分部学习。